# マーク・レンショー
マーク・レンショー（Mark Renshaw、1982年10月22日 - ）は、オーストラリア、バサースト出身の自転車競技選手。

## 経歴
トラックレースからレースキャリアをスタートさせた。

### 1999年
- ジュニア世界選手権自転車競技大会チームスプリント（ジョビー・ダイカ、ベン・カーステンとのトリオ）優勝。

### 2000年
- ジュニア世界選手権
  - 1kmタイムトライアル 優勝
  - ライアン・ベイリー、ジェイソン・ニブレットとのトリオでチームスプリントを優勝。

### 2001年
- UCIトラックワールドカップクラシックス、1kmタイムトライアルの総合優勝を果たす。

### 2002年
- コモンウェルスゲームズでは、団体追い抜きの優勝メンバーとなった。
- フランセーズ・デ・ジュー（後のFDJ・ビッグマット）からのスカウトを受ける。

### 2003年
- フランセーズ・デ・ジューのトレーニー（育成選手）として加入。ここでロードレースに転身した。

### 2004年
- フランセーズ・デ・ジューとプロ契約を結ぶ。

### 2005年
- ジロ・デ・イタリア初出場、総合144位。

### 2006年
- クレディ・アグリコルに移籍。
- トロ・ブロ・レオン 優勝。
- ブエルタ・ア・エスパーニャ初出場、第16ステージ棄権。

### 2007年
- ダウンアンダー・クラシック（ツアー・ダウンアンダーにおけるウォームアップレース）優勝。
- ツール・ド・ピカルディ 区間1勝（第2）。

### 2008年
- ヴァッテンフォール・サイクラシックス2位。
- ツール・ド・フランス初出場、第15ステージ棄権。
- ツール・ド・ワロニー＝ピカルド 区間1勝（第2）。

### 2009年
- 前年限りで、クレディ・アグリコルが解散したため、チーム・コロンビア＝ハイロード（後の チーム・HTC - ハイロード）に移籍。
- ジロ・デ・イタリアのチームタイムトライアルで勝利に貢献。
- ツール・ド・フランスのシャンゼリゼゴール（第21ステージ）では、チームメイトのマーク・カヴェンディッシュとのワンツーフィニッシュを決め2位。

### 2010年
- ツール・ド・フランス第11ステージにおいてゴール前、ジュリアン・ディーンとの競り合いの際、数回頭突き行為を行ってディーンの進路を妨害したとして失格を取られ、主催者であるアモリ・スポル・オルガニザシオン(ASO)より即時帰郷を命じられた[1]。
- デンマーク一周 区間1勝（第4）。

### 2011年
- ツアー・オブ・カタール 区間1勝（第4）、総合優勝
- ツアー・オブ・ブリテン 区間1勝（第5）

### 2012年
- ラボバンクへ移籍。
- ツアー・オブ・ターキー 区間1勝（第4）。
- ヴァッテンフォール・サイクラシックス 6位
- パリ〜ブリュッセル 2位

### 2013年
- クラシカ・デ・アルメリア 優勝

### 2014年
- ツアー・オブ・ブリテン　区間優勝（第2ステージ）

### 2016年
- ライドロンドン・クラシック　2位

### 2019年
- 7月4日、年内での引退を発表[2]。

## 脚質
2007年のダウンアンダー・クラシックを制すなど、スプリント力は十分ある。それだけでなくトレインの位置取りなどアシスト能力が高く、ツール・ド・フランス2009のほとんどのステージでマーク・カヴェンディッシュの最終アシスト（いわゆる発射台役）として働く。同最終ステージではライン取りでガーミン・スリップストリームのラインを潰しスプリント体制に突入させず、カヴェンディッシュのステージ6勝目を完璧な形でアシストするとともに自身も2位に入るという大活躍を見せた。
2010年初頭はエプスタイン・バール・ウイルスに感染し棒に振るものの、4月のツアー・オブ・ターキーから復活。早速アンドレ・グライペルのリードアウト役を務め3勝をアシストという活躍を見せている。
2011年のツアー・オブ・ブリテン第5ステージでは異例のワン・ツー・ゴールをし、マーク・カベンディッシュではなくレンショーがステージでの優勝を決めた。
2012年からはラボバンクへ移籍をしカベンディッシュとは分かれライバルの関係になる。（カベンディッシュはチームスカイへ移籍。）
2014年、エティックス・クイックステップに移籍し、マーク・カベンディッシュとのコンビが再結成となる。
2016年、チーム・ディメンションデータにマーク・カベンディッシュと共に移籍。